# Valsbøl Sogn
Valsbøl Sogn (på tysk Kirchspiel Wallsbüll) er et sogn i det nordlige Sydslesvig, tidligere i Vis Herred (Flensborg Amt), nu kommunerne Valsbøl og Meden i Slesvig-Flensborg Kreds i delstaten Slesvig-Holsten.
I Valsbøl Sogn findes flg. stednavne:
- Gaffelsgaard
- Kiggenborg
- Meden (Meyn)
- Trompensgaard
- Valsbøl (Wallsbüll)
- Valsbølmark